# Великие Кутыща
Великие Кутыща (укр. Великі Кутища) — село на Украине, находится в Калиновском районе Винницкой области.
Код КОАТУУ — 0521684406. Население по переписи 2001 года составляет 298 человек. Почтовый индекс — 22411. Телефонный код — 4333.
Занимает площадь 0,855 км².
В селе действует храм Успения Пресвятой Богородицы Калиновского благочиния Винницкой епархии Украинской православной церкви.

## Адрес местного совета
22411, Винницкая область, Калиновский р-н, с. Люлинцы, ул. Островского, 1